# Drávacsehi, Baranya
Drávacsehi este un sat în districtul Siklós, județul Baranya, Ungaria, având o populație de 233 de locuitori (2011). 

## Demografie
Componența etnică a satului Drávacsehi
     Maghiari (88,18%)
     Romi (11,82%)
Componența confesională a satului Drávacsehi
     Romano-catolici (46,78%)
     Reformați (13,3%)
     Fără religie (10,3%)
     Necunoscută (29,61%)
Conform recensământului din 2011, satul Drávacsehi avea 233 de locuitori. Din punct de vedere etnic, majoritatea locuitorilor (88,18%) erau maghiari, cu o minoritate de romi (11,82%). Nu există o religie majoritară, locuitorii fiind romano-catolici (46,78%), reformați (13,3%) și persoane fără religie (10,3%). Pentru 29,61% din locuitori nu este cunoscută apartenența confesională.